# エマヌエーレ・ペッサーニョ (駆逐艦)
エマヌエーレ・ペッサーニョ(Emanuele Pessagno)は偵察艦であり、後にイタリア海軍の駆逐艦となった。

## 艦歴

### 命名
ペッサーニョという名前は、13世紀から14世紀にかけて活躍し、ポルトガル王艦隊の最高司令官として名を馳せたジェノヴァ人航海士エマヌエーレ・ペッサーニョにちなんでいる。

### 1930年代
ペッサーニョは、1930年3月に軽偵察艦として就役した同級7番艦であり、間もなく安定性を向上させるための最初の大規模な改造（上部構造の軽量化と下降）、舵の交換（1932年）、魚雷発射管の交換が行われた。
1930年12月には、イタロ・バルボのイタリア-ブラジル大西洋横断航空巡航の支援に採用された。
他の同クラスの部隊と同様に、戦間期には通常の飛行隊活動を行っていた。1932年には、ダ・モストと共にブラジルとアルゼンチンへの代表的な巡航を行った。
1936年から1938年にかけてスペイン内戦に参加。1938年には駆逐艦に格下げされ、ターラントを拠点とする第16駆逐隊に配属された。
1939年にはアルバニアの占領に参加し、高速兵員輸送任務を遂行した。
1940年の初めには、船体の拡大、艦首の再建、武装の増強など、さらなる改造が行われた。

### 第二次世界大戦
第二次世界大戦が始まると、ダ・レッコ、タリーゴ、ウゾディマーレの姉妹艦とともに第16駆逐隊に所属した。
1940年6月12日午前2時、イオニア海を哨戒するため、ウソディマーレ、ダ・レッコ、第1師団（重巡洋艦ザラ、フィウメ、ゴリツィア）、第8師団（軽巡洋艦ドゥーカ・デッリ・アブルッツィ、ガリバルディ）、第9駆逐隊（アルフィエーリ、オリアーニ、ジョベルティ、カルドゥッチ）とともにターラントを出港した。
1940年7月7日、14. 1940年7月7日、ダ・レッコ、ウソディマーレ、巡洋艦第4師団（ダ・バルビアーノ、アルベルト・ディ・ジュッサーノ、カドルナ、ディアス）、第8師団（ドゥーカ・デッリ・アブルッツィ、ガリバルディ）とともにタラントを出港、 リビア向けの輸送船団（兵員輸送船エスペリア、カリテア、モーター船マルコ・フォスカリーニ、フランチェスコ・バルバーロ、ベトル・ピサニ、魚雷艇オルサ、プロチオーネ、オリオーネ、ペガソ、アッバ、ピロによる護衛）を支援した。
この編隊はその後、第1海軍中隊と第2海軍中隊に合流し、7月9日のプンタ・スティロ沖海戦に参加したが、この海戦でペッサーニョは主要な役割を果たさなかった。
8月1日、姉妹艦のヴィヴァルディとともに、対潜哨戒任務のため、ダ・ノーリ、ウゾディマーレ、ダ・レッコと共にアウグスタを出発し、ヴィヴァルディがイギリス潜水艦オズワルドの撃沈した。
1940年10月11日夜から12日にかけてのイギリスの雷撃機によるタラント攻撃の際、右舷側、艦首付近に落ちた爆弾の爆発により、わずかに損傷（船体の一部のへこみ、一部の損壊）した。
11月28日には、駆逐艦ピガフェッタ、ダ・レッコ、リボティ、魚雷艇バッシーニ、プレスティナリとともに、コルフ付近のギリシャ軍の陣地を砲撃した。
12月18日には、巡洋艦ライモンド・モンテクッコリとエウジェニオ・ディ・サヴォイア、駆逐艦ピガフェッタ、ダ・レッコ、リボティとともに、自身の艦砲でコルフのギリシャ戦線を再び砲撃した。
1941年3月26日夜9時、姉妹艦のダ・レッコと第8巡洋艦師団（ドゥーカ・デッリ・アブルッツィ、ガリバルディ）とともにブリンディジを出港し、戦艦ヴィットリオ・ヴェネト、第1巡洋艦師団（ザラ、ポーラ、フィウメ）および第3巡洋艦師団（トレント、 トリエステ、ボルツァーノ）、第9駆逐隊（アルフィエーリ、オリアーニ、ジョベルティ、カルドゥッチ）、第13駆逐隊（グラナティエーレ、ベルサリエーレ、フチリエーレ、アルピーノ）、第12駆逐隊（コラッツィエーレ、カラビニエーレ、アスカリ）が参加し、後にマタパン岬沖海戦となるガウド作戦に参加することになった。
第8巡洋艦師団の護衛をしていたペッサーニョとダ・レッコは、当初クレタ島北方の急襲に割り当てられており、後にガウド海域での主作戦に再割り当てされたが、到着が遅すぎて戦闘に参加できなかった。ヴェネトが雷撃された後、その魚雷艇による攻撃を阻止するために、彼らは主要グループの北に分遣され、対空に強い小規模なイタリア艦隊を再編する日没まで、この任務を遂行した。
1941年4月19日から23日にかけて、第7巡洋艦師団（エウジェニオ・ディ・サオヴィア、デュカ・ダオスタ、アッテンドーロ、モンテクッコリ）およびダ・レッコ、ダ・モスト、ダ・ヴェラッツァーノ、ピガフェッタ、ゼーノの各艦とともに、ボン岬の東に機雷原「S 11」、「S 12」、「S 13」（合計321個の機雷と492個の爆薬を使用）を敷設した。
4月23日から24日にかけて、部隊はさらに740個の機雷を敷設する作戦を繰り返した。
5月1日、双発部隊のピガフェッタ、ダ・モスト、ダ・レッコ、ゼーノ、ダ・ヴェラッツァーノ、巡洋艦のエウジェニオ・ディ・サヴォイア、デュカ・ダオスタ、アッテンドーロとともに、再びトリポリ北東に機雷を敷設した。
7月7日、巡洋艦師団IV（バンデ・ネーレとディ・ジュッサーノ）とVII（アッテンドーロとデュカ・ダオスタ）、駆逐艦ピガフェッタ、ダ・モスト、ダ・レッコ、ダ・ヴェラッツァーノ、マエストラーレ、グレカーレ、シロッコとともに、シチリア海峡で機雷敷設任務を遂行した。
6月28日には、巡洋艦アッテンドーロとドゥーカ・ダオスタ、駆逐艦ピガフェッタ、ダ・モスト、ダ・レッコ、ダ・ヴェラッツァーノとともにシチリア海峡に機雷原「S 2」を敷設した。

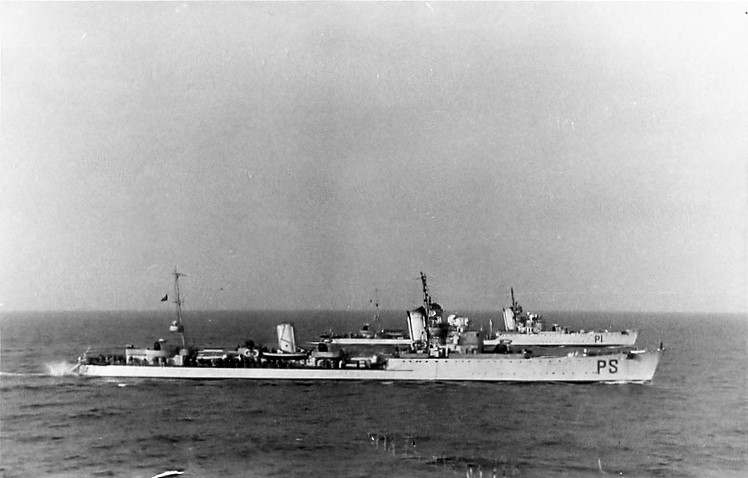
1941年6月28日、ペッサーニョはピガフェッタと共にS2弾幕の敷設に従事した。

8月31日から9月2日にかけて、トリポリからタラントへ戻るヴィクトリア、ネプチューニア、オセアニアの輸送船団を護衛（駆逐艦アヴィエーレ、ダ・ノーリ、カミチア・ネーラ、ウゾディマーレ、ジョベルティとともに）。 イギリスの潜水艦アプホルダーの攻撃にもかかわらず、無傷で目的地に到着した。
9月16日の夕方、彼はトリポリに向かう輸送船団ヴルカーニアを護衛するためにタラントを出発した。輸送船団は兵員輸送船ネプチューニアとオセアニアで構成され、ペッサーニョだけでなく、駆逐艦ニコローゾ・ダ・レッコ、アントーニオ・ダ・ノーリ、ヴィンチェンツォ・ジョベルティ、アントニオット・ウゾディマーレも護衛していた。しかし、輸送船団はリビア沖でイギリス潜水艦アプホルダー、アンビーティン、アップライト、アースラの攻撃に遭遇した。9月18日午前4時15分、アプホルダーから発射された魚雷がネプチューニアとオセアニアに命中。ヴルカーニアは無傷でウゾディマーレが護衛を続けている間（アースラの攻撃にもかかわらず、両艦は無傷でトリポリに到着した）、他の駆逐艦は攻撃してきた潜水艦の撃退に失敗し、オセアニアを支援し、沈没寸前だったネプチューニアの生存者を救助した（船は午前6時50分に沈没した）。ペッサーニョはオセアニアに横付けして乗船兵を積み替え、午前7時30分までにすでに2,000人を乗船させることに成功した。しかし午前8時50分、ペッサーニョによる曳航準備中のオセアニアは、再びアプホルダーの雷撃を受け、すぐに沈没した。2隻に乗船していた5818人のうち、5434人を救助することができた。ペッサーニョは、救助作戦に全体で最も貢献した船であり、2083人の生存者を救助したが、これは船の大きさに比べて膨大な人数であった。
10月20日には、ダ・ノーリとゼーノの姉妹艦とともにベンガジへの兵員輸送任務を遂行した。10月21日未明、オーガスタへの帰港中、3隻はベンガジの北約15マイルの地点で潜水艦の攻撃を受け、失敗に終わった。

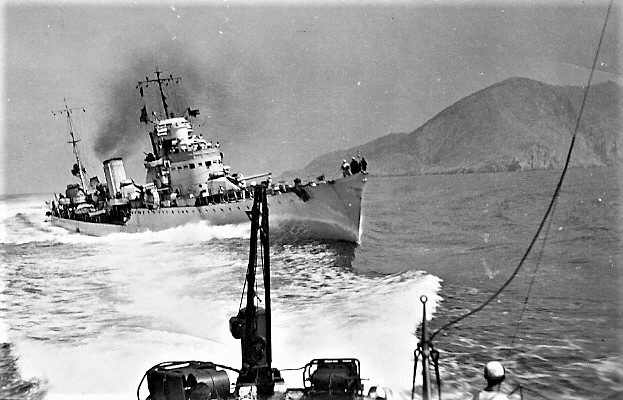
1941年秋、地中海中部での戦争任務に就くペッサーニョ

11月22日には、リビア向け交通作戦の失敗（潜水艦ウトモストの雷撃を受けた重巡洋艦トリエステと雷撃を受けた軽巡洋艦ドゥーカ・デッリ・アブルッツィの大破）に伴い、内燃機船モンギネヴロを護衛してターラントへ帰還するために出撃した。同じ時に、ペッサーニョは撃墜されたフェアリー・ソードフィッシュ雷撃機の乗組員であったイギリス人中尉A・J・グリフィスを救助（捕獲）した。
12月16日から18日にかけては、交通作戦「M 42」の一環として、姉妹艦のヴィヴァルディ、ダ・ノーリ、ダ・レッコ、ゼーノ、マロチェッロとともに、タラントからトリポリに向かう護衛艦隊「L」を護衛した、 モンゲニブロ、ベトル・ピサニ（当初は別の輸送船団「N」（モーター船アンカラ、駆逐艦サエッタ、魚雷艇ペガソ）と一緒に移動していたが、後にミスラタ沖で分離)。

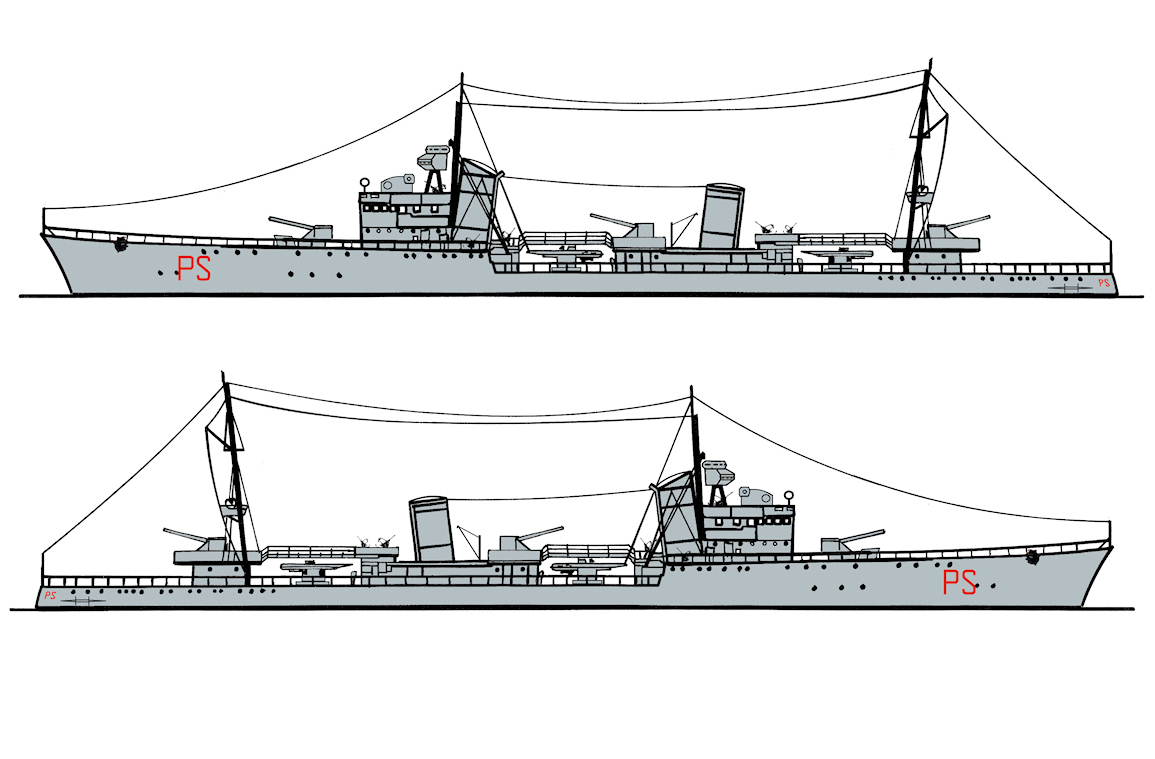
1942年に使用されたペッサーニョの設計とカラーリング図

1942年2月21日、「K. 7 」作戦の最中、駆逐艦マエストラーレ、ピガフェッタ、ウゾディマーレ、シロッコ、水雷艇チルチェとともに、輸送船団の護衛に当たった。K.7作戦中、駆逐艦マエストラーレ、ピガフェッタ、ウゾディマーレ、シロッコ、水雷艇チルチェとともに、13時30分にコルフを出港し、トリポリに到着した輸送船団（大型タンカー、ジュリオ・ジョルダーニ、貨物モーターボート、レリチとモンヴィーゾで編成）の護衛の一翼を担った。2月23日、午前10時14分、チルチェは輸送船団を攻撃しようとしていたイギリスの潜水艦P 38を発見した。水雷艇は潜水艦を爆雷で砲撃し、深刻な損傷を与え、次にペッサーニョとウゾディマーレが介入し、順番に爆雷を投射し、航空機と協力して、浮上したばかりの敵艦を機銃掃射した。
ペッサーニョはまた、北アフリカで様々な兵員と燃料の輸送任務を遂行した。
1942年5月29日、ペッサーニョは護衛任務中に悲劇的な結末を迎えた。ペッサーニョとそ姉妹艦のピガフェッタは、ブリンディジを出港しベンガジに向かっていた蒸気船カポ・アルマとアンナ・マリア・グアルディを護衛していた。5月27日に出発した輸送船団は、横断開始直後から航空攻撃と水中攻撃にさらされた。5月28日から29日の夜にかけて、輸送船団の左側に潜んでいたイギリスの潜水艦タービュレントが4本の魚雷を発射した。魚雷の1本はカポ・アルマに命中し（カポ・アルマは5時間以内に北緯33度15分、東経19度25分で炎上、爆発）、その直後、さらに2本の魚雷がペッサーニョの船首と中腹に命中した。 15、ベンガジから332°で85マイルの地点で、乗組員の3分の2を残して沈没した。

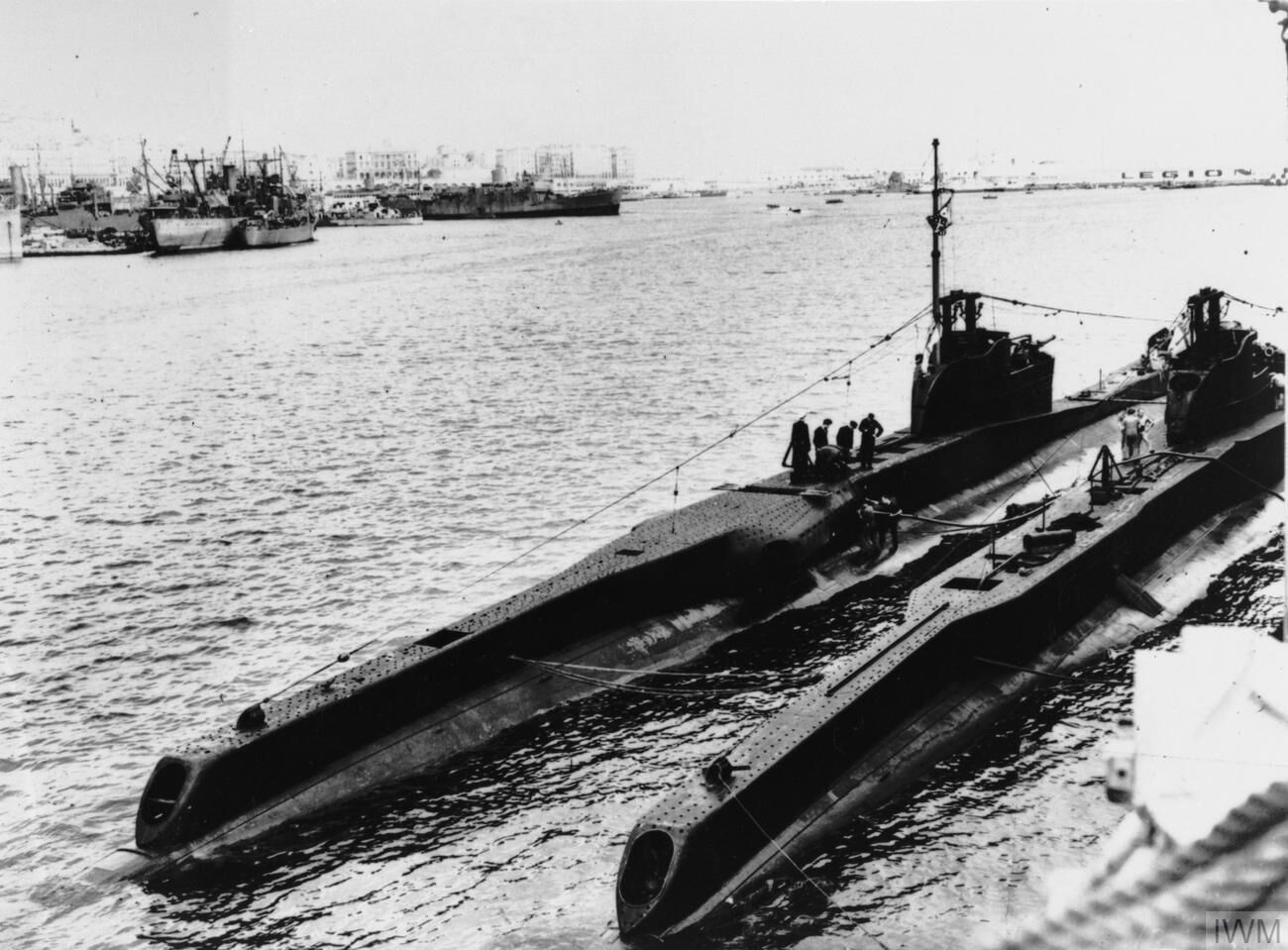
ペッサーニョを撃沈したイギリス潜水艦タービュレント

救助できたのは艦長、士官1名、下士官10名、乗組員74名のみであり、死傷者・行方不明者は159名にのぼった。
ペッサーニョは135の戦争任務を遂行し、総走行距離は52,463マイルに及んだ。

## 歴代艦長
カルロ・ジョルダーノ（1900年12月1日トリノ生まれ）（1940年6月10日～1941年4月）
ピエトロ・スカマッカ（1902年3月13日カターニア生まれ）（1941年4月～11月）
アントニオ・ダッライ（1900年1月13日生まれ）（1941年11月21日～1942年5月29日）